# فيليب فافر
فيليب فافر هو مهندس سويسري، ولد في 11 ديسمبر 1961 في جنيف في سويسرا، وتوفي في 6 ديسمبر 2013 في Val Thorens ‏ في فرنسا.

## وصلات خارجية
- فيليب فافر على موقع DriverDB.com (الإنجليزية)

- فيليب فافر على موقع IMDb (الإنجليزية)